# Pierre Goux
Pour les articles homonymes, voir Goux.
Pierre Antoine Paul Goux, né le 13 mars 1827 à Toulouse et mort le 29 avril 1904 à Versailles, est un prélat catholique français, évêque de Versailles.

## Biographie
Pierre Antoine Paul Goux est né le 13 mars 1827 à Toulouse, dans le département de la Haute-Garonne, en France.  
Il est ordonné prêtre le 10 septembre 1851, puis nommé évêque de Versailles le 25 juillet 1877.
Il est confirmé à ce siège le 21 septembre 1877 et reçoit la consécration épiscopale des mains de Florian Desprez, archevêque de Toulouse, le 14 novembre 1877.

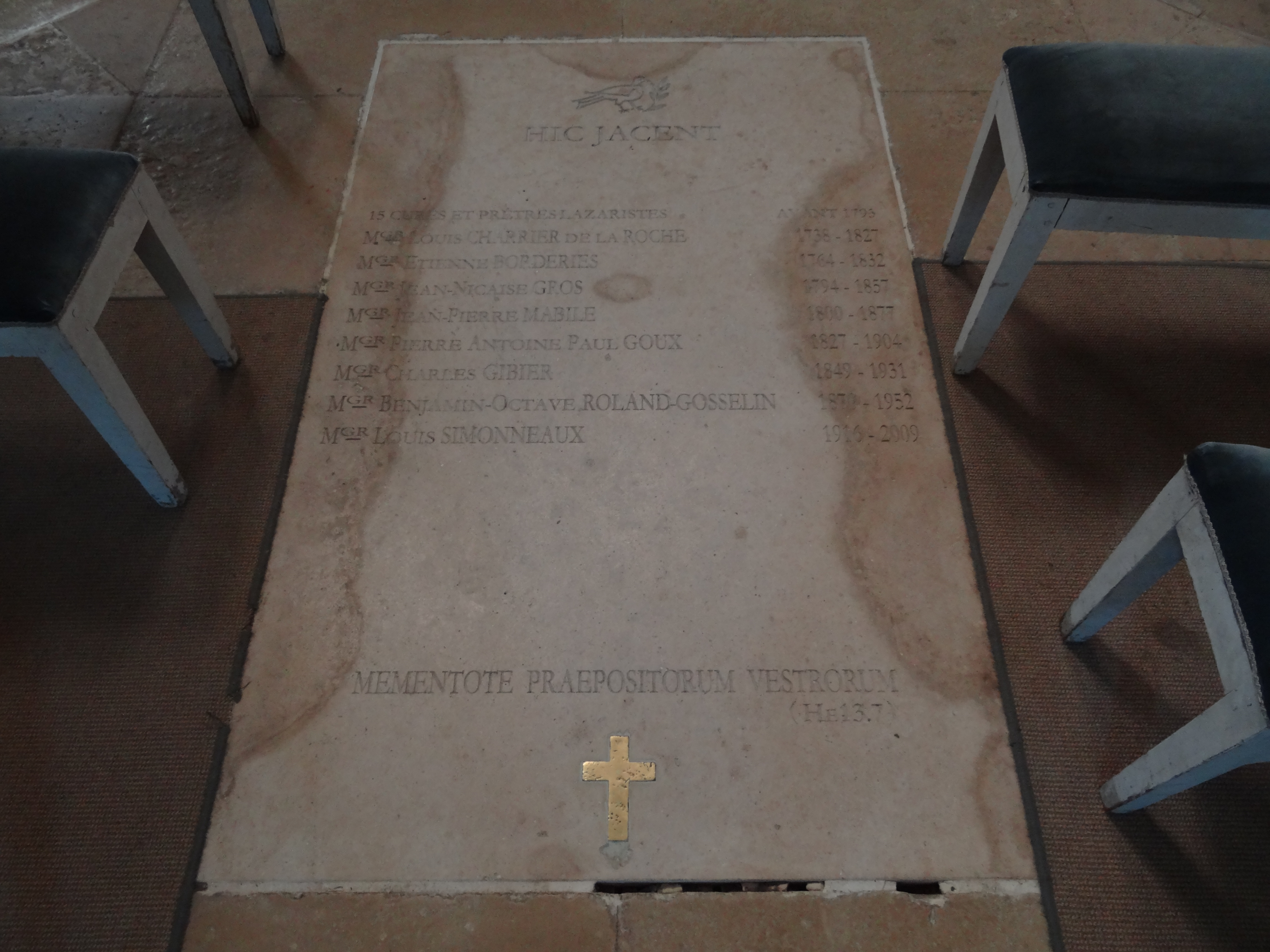
Vue de l'entrée du caveau des évêques de Versailles dans la cathédrale Saint-Louis de Versailles (Yvelines).

Il exerce ce ministère jusqu'à sa mort, survenue le 29 avril 1904 à Versailles, dans l'ancien département de Seine-et-Oise. Son corps est déposés dans le caveau des évêques dans le chœur de la cathédrale de Versailles.

## Armes
De gueules, à la croix vidée, cléchée et pommetée d'or, qui est de Toulouse, soutenue d'une vergette du même, à l'agneau d'argent passant en pointe, la tête contournée, brochant sur la vergette; au chef cousu d'azur semé d'étoiles d'or.